# Gerardo Castañeda
Gerardo Castañeda Flores (* 20. Januar 1945 in San Vicente de Tagua Tagua) ist ein ehemaliger chilenischer Fußballspieler. Der Abwehrspieler gewann zwei chilenische Meisterschaften und kam mit dem CSD Colo-Colo ins Finale der Copa Libertadores 1973.

## Karriere
Gerardo Castañeda begann seine Karriere beim CD Palestino und wechselte 1970 zum CSD Colo-Colo. In seinem ersten Jahr bei den Albos gewann er die Meisterschaft, eine weitere folgte 1972. Bei der erfolgreichen Copa Libertadores 1973, bei der Colo-Colo bis ins Finale gegen Rekordsieger CA Independiente kam, absolvierte der Verteidiger zwei Spiele. Unter anderem wurde Castañeda im Entscheidungsspiel des Finales in der 75. Spielminute einwechselt, nachdem Hin- und Rückspiel jeweils Unentschieden endeten. Die Chilenen verloren das Entscheidungsspiel mit 1:2 nach Verlängerung. Für Colo-Colo stand Castañeda in 98 Spielen auf dem Platz, davon acht in der Copa Libertadores. Im Februar 1974 wechselte Castañeda zum CD Magallanes.
1977 zog er nach Cali, um seine Karriere in Kolumbien fortzusetzen – doch das Vorhaben scheiterte aufgrund der Ausländerregelung, die maximal drei Nicht-Kolumbianer erlaubt.

## Erfolge
Colo-Colo
- Chilenischer Meister: 1970, 1972
- Finalist der Copa Libertadores: 1973

## Persönliches
Gerardo Castañeda ist der jüngere Bruder von Víctor Castañeda sowie der Onkel von den beiden Profifußballspielern Víctor Hugo Castañeda und Cristián Castañeda, die in der chilenischen Nationalmannschaft spielten.